# ماتيا كالدارا
ماتيا كالدارا (بالإيطالية: Mattia Caldara)‏ (ولد في 5 مايو 1994) هو لاعب كرة قدم إيطالي، في مركز المدافع، يلعب في صفوف نادي مودينا الإيطالي منذ صيف 2024 قادمًا من نادي إيه سي ميلان.

## مسيرته

### أتلانتا والإعارات
ولد في بيرغامو. شارك لأول مرة مع نادي أتلانتا موسم 2013-2014 ثم أعير على مدار سنتين لأندية تراباني، وتشيزينا من دوري الدرجة الثانية الإيطالي. شارك مع تراباني في 22 مباراة سجل خلالهما هدفين، أما مع تشيزينا فقد خاض 27 مباراة مسجلاً 3 أهداف. عاد إلى أتالانتا موسم 2016-2017، وشارك مع الفريق في 31 مباراة سجل خلالها 7 أهداف.

### يوفنتوس
إنتقل في 12 يناير 2017، من نادي أتالانتا إلى يوفنتوس مقابل 15 مليون يورو، تدفع على مدار أربعة أعوام، موقعاً على عقد يمتد حتى يونيو 2021. شملت الصفقة بقاءه مع أتالانتا معاراً حتى يونيو 2018، ينضم بعدها إلى يوفنتوس.

### إيه سي ميلان
انصم إلى فريق ايه سي ميلان بصفقه تبادليه ثلاثيه مقابل بونوتشي وهيغوايين ويعول على موهبته الروسنيري كثيراً

## روابط خارجية
- ماتيا كالدارا على موقع الاتحاد الأوربي (الإنجليزية)
- ماتيا كالدارا على موقع قاعدة بيانات كرة القدم.إي يو (الإنجليزية)
- ماتيا كالدارا على موقع ناشيونال فوتبول تيمز (الإنجليزية)
- ماتيا كالدارا على موقع Soccerway.com (الإنجليزية)
- ماتيا كالدارا على موقع عالم كرة القدم.نت (الإنجليزية)
- ماتيا كالدارا على موقع AS.com (الإسبانية)